# Gökay Akbulut
Gökay Akbulut (ur. 1982 w Pınarbaşı w Turcji) – niemiecka polityk należąca do partii Die Linke. Absolwentka Uniwersytetu w Heidelbergu, gdzie studiowała socjologię, prawo publiczne i politologię. Od 2017 roku zasiada w Bundestagu, wcześniej była radną miejską Manheim.